# Sporophila nuttingi
El semillero nicaragüense (en Nicaragua y Panamá) o  semillero piquirrosado (en Costa Rica) (Sporophila nuttingi) es una especie de ave paseriforme de la familia Thraupidae perteneciente al numeroso género Sporophila, anteriormente situada en el género Oryzoborus. Es nativo de América Central.

## Distribución y hábitat
Se distribuye desde el noreste de Nicaragua, a lo largo de la pendiente caribeña de Costa Rica hasta el oeste de Panamá.
Habita en áreas de pastizales bastante cortos a altos, en o cerca de humedales de poca profundidad, ladeados por vegetación más alta, tanto de selvas como de crecimientos secundarios. Estos sitios incluyen pantanos, pastizales inundables, o áreas de pastos altos en las márgenes de un lago semicircular, laguna o curso de agua lento. Hasta 500 m de altitud.

## Sistemática

### Descripción original
La especie S. nuttingi fue descrita por primera vez por el ornitólogo estadounidense Robert Ridgway en 1884 bajo el nombre científico Oryzoborus nuttingi; la localidad tipo es: «Los Sábalos (Río San Juan) Nicaragua». El holotipo, un macho adulto colectado el 10 de mayo de 1883, se encuentra depositado en el Museo Americano de Historia Natural con el número USNM 91195, 91196.

### Etimología
El nombre genérico femenino Sporophila es una combinación de las palabras del griego «sporos»: semilla, y  «philos»: amante; y el nombre de la especie «nuttingi» conmemora al zoólogo estadounidense Charles Cleveland Nutting (1858–1927).

### Taxonomía
La presente especie, junto a otras cinco, estuvo tradicionalmente incluida en el género Oryzoborus, hasta que los estudios filogenéticos de Mason & Burns (2013) demostraron que estas especies y también Dolospingus fringilloides se encontraban embutidas dentro del género Sporophila. En la Propuesta N° 604 al Comité de Clasificación de Sudamérica (SACC) se aprobó la transferencia de dichas especies a Sporophila, así como también en el Comité de Clasificación de Norte y Mesoamérica (NACC) (Chesser et al. 2014).
Es monotípica. Los datos presentados por los amplios estudios filogenéticos recientes demostraron que la presente especie es hermana de Sporophila maximiliani y el par formado por ambas es hermano del par formado por S. crassirostris y S. atrirostris.